# موتور حسین سهرابی
موتور حسین سهرابی یک منطقهٔ مسکونی در ایران است که در دهستان نورآباد (منوجان) واقع شده‌است.